# Iêmen nos Jogos Olímpicos de Verão de 2020
O Iêmen deverá competir nos Jogos Olímpicos de Verão de 2020 em Tóquio. Originalmente programados para ocorrerem de 24 de julho a 9 de agosto de 2020, os Jogos foram adiados para 23 de julho a 8 de agosto de 2021, por causa da pandemia COVID-19. Será a oitava participação consecutiva da nação nos Jogos Olímpicos de Verão. 

## Competidores
Abaixo está a lista do número de competidores nos Jogos.
| Esporte   | Masculino | Feminino | Total |
| --------- | --------- | -------- | ----- |
| Atletismo | 1         | 0        | 1     |
| Judô      | 1         | 0        | 1     |
| Natação   | 1         | 1        | 2     |
| Tiro      | 0         | 1        | 1     |
| Total     | 3         | 2        | 5     |

## Atletismo
O Iêmen recebeu uma vaga de Universalidade da World Athletics para enviar um atleta para as Olimpíadas.
- Nota– As posições para os eventos de pista são em relação à bateria do atleta
- Q = Qualificado para a próxima fase
- q = Qualificado para a próxima fase como o perdedor mais rápido ou, em eventos de campo, pela posição sem atingir o alvo para qualificação
- NR = Recorde nacional
- N/A = Fase não aplicável para o evento
- Bye = Atleta não precisou disputar aquela fase

Eventos de pista e estrada
| Atleta         | Evento          | Eliminatória | Eliminatória | Semifinal | Semifinal | Final     | Final   |
| Atleta         | Evento          | Resultado    | Posição      | Resultado | Posição   | Resultado | Posição |
| -------------- | --------------- | ------------ | ------------ | --------- | --------- | --------- | ------- |
| Ahmed Al-Yaari | 400 m masculino |              |              |           |           |           |         |

## Judô
O Iêmen inscreveu um judoca para o torneio olímpico após receber um convite da Comissão Tripartite da International Judo Federation.
Masculino
| Atleta      | Evento | Fase de 32           | Oitavas-de-final     | Quartas-de-final     | Semifinais           | Repescagem           | Final / BM           | Final / BM |
| Atleta      | Evento | Adversário Resultado | Adversário Resultado | Adversário Resultado | Adversário Resultado | Adversário Resultado | Adversário Resultado | Posição    |
| ----------- | ------ | -------------------- | -------------------- | -------------------- | -------------------- | -------------------- | -------------------- | ---------- |
| Ahmed Ayash | 73 kg  |                      |                      |                      |                      |                      |                      |            |

## Natação
O Iêmen recebeu um convite de Universalidade da FINA para enviar seus nadadores de melhor ranking (um por gênero) para o respectivo evento individual nas Olimpíadas, baseado no Sistema de Pontos da FINA de 28 de junho de 2021. 
| Atleta            | Evento                | Eliminatória | Eliminatória | Semifinal | Semifinal | Final | Final   |
| Atleta            | Evento                | Tempo        | Posição      | Tempo     | Posição   | Tempo | Posição |
| ----------------- | --------------------- | ------------ | ------------ | --------- | --------- | ----- | ------- |
| Mokhtar Al-Yamani | 100 m livre masculino |              |              |           |           |       |         |
| Mokhtar Al-Yamani | 200 m livre masculino |              |              |           |           |       |         |
| Nooran Ba-Matraf  | 100 m peito feminino  |              |              |           |           |       |         |

## Tiro
O Iêmen recebeu um convite da Comissão Tripartite para enviar uma atiradora da carabina para as Olimpíadas, contanto que a marca de qualificação mínima (MQS) fosse atingida até 5 de junho de 2021.
| Atleta            | Evento                       | Qualificação | Qualificação | Final  | Final   |
| Atleta            | Evento                       | Pontos       | Posição      | Pontos | Posição |
| ----------------- | ---------------------------- | ------------ | ------------ | ------ | ------- |
| Yasameen Al Raimi | Carabina de ar 10 m feminino |              |              |        |         |

Legenda de Qualificação: Q = Qualificado para a próxima fase; q = Qualificado para a disputa do bronze (espingarda)